# Gottlob Heinrich von Rapp
Pour les articles homonymes, voir Rapp.
Gottlob Heinrich Rapp, né le 6 février 1761 à Stuttgart où il est mort le 9 mars 1832, est un marchand, mécène et écrivain allemand.

## Biographie
Rapp Rapp a maintenu des contacts étroits avec des artistes de Stuttgart, notamment les peintres Philipp Friedrich von Hetsch et Adolf Friedrich Harper, le graveur Johann Gotthard von Müller ou le sculpteur Johann Heinrich Dannecker.